# TagesWoche
Die TagesWoche war eine Schweizer Zeitung aus Basel. Sie erschien täglich online und einmal in der Woche am Freitag als Druckausgabe.
Die Schaffung der Zeitung, deren Erstausgabe am 28. Oktober 2011 erschien, erfolgte vor dem Hintergrund umstrittener Ereignisse bei der Basler Zeitung. Die Herausgeberin, die Stiftung für Medienvielfalt, betrachtete das Meinungsspektrum in Basel als gefährdet und wollte es wieder erweitern.
Am 5. November 2018 gab die Stiftung für Medienvielfalt bekannt, dass die TagesWoche eingestellt werde. Die letzte Ausgabe erschien am 16. November 2018.

## Konzept
Die TagesWoche wurde als Wochenzeitung konzipiert und erschien jeweils am Freitag. Zwischen zwei Druckausgaben erschienen tagesaktuelle Berichte online im Internet, die kostenfrei aufgerufen werden konnten:

«Die Welt im 21. Jahrhundert braucht Medien aus dem 21. Jahrhundert.»

Seit Mai 2013 wurde der Online-Bereich noch stärker gewichtet, der eigene Slogan lautete «online first».
Nach der vierjährigen Anschubfinanzierung durch die Stiftung für Medienvielfalt sollte die Finanzierung über Zeitungsabonnemente, Kioskverkauf und Anzeigeerlöse sichergestellt werden.
Die TagesWoche beanspruchte für sich einen regionalen Fokus, wollte aber auch über das nationale und internationale Geschehen berichten. Neben dem Einsatz eigener Korrespondenten schloss sich die Zeitung der Partnerschaft zwischen dem britischen Guardian und der deutschen Wochenzeitung der Freitag an. Nach eigenen Angaben wurde ein «hochwertiger und vertiefender Journalismus» angestrebt. Die Aussenwahrnehmung deckte sich damit jedoch nur zum Teil, zum Beispiel:

«Genau das ist die ‹TagesWoche› ein Jahr nach dem Start nämlich: eine Regionalzeitung mit einer Website. Solid, aber gewöhnlich. […] Grösste Kritik nach den ersten paar Wochen ‹TagesWoche›: die Bravheit. […] Grösste Kritik nach einem Jahr ‹TagesWoche›: Sie bleibt, was die Verknüpfung von Print und Online angeht, hinter ihren eigenen Ansprüchen zurück.»

## Geschichte

### Vorgeschichte
Das Zeitungsprojekt war eine Reaktion auf die Geschehnisse bei der Basler Zeitung ab dem Februar 2010, als das in die Verlustzone geratene Verlags- und Druckereiunternehmen «Basler Zeitung Medien» zum Verkauf stand.
Am 8. Februar 2010 erwarb der Tessiner Financier Tito Tettamanti mit einem Anteil von 75 % die Aktienmehrheit der «Basler Zeitung Medien» für kolportierte 70 Millionen Schweizer Franken, der Basler Medienanwalt Martin Wagner übernahm die restlichen 25 %. Die Neue Zürcher Zeitung, welche auch mitgeboten hatte, hatte damit das Nachsehen.
Am 30. August 2010 wurde Markus Somm, der zuvor unter Roger Köppel als stellvertretender Chefredaktor für die politisch rechts angesiedelte Wochenzeitung Die Weltwoche tätig war, zum neuen Chefredaktor der Basler Zeitung ernannt. Am 14. November 2010 machte die NZZ am Sonntag publik, dass die «Basler Zeitung Medien» der «Robinvest AG», deren Verwaltungsrat aus SVP-Vizepräsident Christoph Blocher und seiner Tochter besteht, ein umfassendes Beratungsmandat erteilt haben.
Einen Tag nach Somms Ernennung gründete der Basler Kulturschaffende Guy Krneta die Website «RettetBasel!», um Hintergrundinformationen und Einschätzungen zum Besitzerwechsel der Basler Zeitung zu verbreiten. Auch bot diese Internetplattform jenen Besuchern, die mit den neuen Verhältnissen bei der Basler Zeitung nicht einverstanden waren, die Möglichkeit, sich namentlich in eine Liste einzutragen. Nach Angaben von «RettetBasel!» wurde der Appell von 18'740 Personen unterzeichnet, wovon 9'336 Teilnehmer die Frage «Ich werde eine andere Tageszeitung abonnieren, wenn sie eine echte Alternative für die Region Basel ist» bejahten.
Nachdem die Klagen über den «Basler Zeitungs-Handel» nicht abbrachen, verdichteten sich die Anzeichen, dass das Gespann Tettamanti/Wagner einen Weiterverkauf seiner Aktienmehrheit erwog. Am 24. November 2010 übernahm der schweizweit bekannte Basler Unternehmer Moritz Suter die «Basler Zeitung Medien» von den Interimseigentümern Tito Tettamanti und Martin Wagner, was von den Kritikern des «Basler Zeitung-Handels» mit einer gewissen Erleichterung aufgenommen wurde. Bald wurde aber in der Presse spekuliert, dass Suter, der seine Vermögensverhältnisse 2008 im «Crossair-Strafprozess» hatte offenlegen müssen, den Kaufpreis für den Zeitungsverlag wohl nicht selber habe aufbringen können. Suter gab daraufhin bekannt, er habe lediglich etwa eine Million Franken für den Kauf der Holding aufgewendet.
Die Diskrepanz zwischen den kolportierten 70 Millionen Franken, welche angeblich beim ersten Verkauf der «Basler Zeitung Medien» geflossen seien, und den rund eine Million Franken, die Suter aufgewendet haben will, war so eklatant, dass Suter sich nun dem Vorwurf ausgesetzt sah, in diesem Handel nur als Strohmann aufgetreten zu sein. Die wahrhaftigen Geldgeber seien andernorts zu suchen. Dies umso mehr, weil Tito Tettamanti gleichzeitig bekannt gab, er sei doch Financier und habe mit dem Handel selbstverständlich einen Gewinn erzielt.
Da auch in den folgenden Monaten keine Transparenz über die tatsächlichen Besitzverhältnisse der Basler Zeitung hergestellt werden konnte, reichte die Aktionsgemeinschaft «Rettet Basel!» eine Beschwerde beim Schweizer Presserat ein, um «der Verschleierung der Besitzverhältnisse der Basler Zeitung ein Ende zu bereiten». Diese Beschwerde wurde am 13. Juli 2011 gutgeheissen.
Am 10. März 2018  wurde bekannt, dass die Basler Zeitung an den Tamedia-Konzern aus Zürich verkauft wird. Am 29. Oktober 2018 gab Tamedia den Vollzug der Transaktion bekannt.

### Geschäftsgründung derTagesWoche
Am 14. April 2011 wurde die «Stiftung für Medienvielfalt» gegründet. Diese Stiftung war Eigentümerin der gleichentags gegründeten «Neue Medien Basel AG», die ihrerseits als Herausgeberin der TagesWoche fungierte. Die Finanzierung der ersten Jahre wurde von der «Stiftung Levedo» der Roche-Erbin und Mäzenin Beatrice Oeri sichergestellt. Präsident des Verwaltungsrates der «Neue Medien Basel AG» war der Schweizer Journalist und Medienberater Ivo Bachmann, der auch die Projektentwicklung begleitete. Sitz der TagesWoche war das «Unternehmen Mitte» im Stadtzentrum von Basel.
Bei der Gründung wurde die TagesWoche von den Basler Journalisten Urs Buess und Remo Leupin als Co-Chefredaktoren geführt. Die zu diesem Zeitpunkt siebzehnköpfige Redaktion bestand zu einem ansehnlichen Teil aus ehemaligen Journalisten der Basler Zeitung. Aufgrund der Vorgeschichte waren die Erwartungen an die neue Zeitung auf Basler Boden enorm hoch.

### Wechsel der Redaktionsleitung im Mai 2013
Am 17. Mai 2013 wurde bekannt, dass Dani Winter den bisherigen Co-Chefredaktor Urs Buess ersetzt. Remo Leupin, bisher Co-Chefredaktor, wurde neu Print-Leiter. Dani Winter war zuvor bereits Produzent und Online-Koordinator bei der TagesWoche. Im Zusammenhang mit dem zu erwartenden Führungsstil wurde Dani Winter zitiert mit den Aussagen, er habe «keinen Bock auf Häuptling» und er vertraue auf die «Kraft des Kollektivs».
Urs Buess wurde «publizistischer Leiter». OnlineReports und das digitale Medienmagazin Medienwoche werteten diese neue Funktionsdefinition ein knappes Jahr später als «Wegbeförderung» oder «Kaltstellung»; Urs Buess wurde in diesen Medienbeiträgen zitiert mit dem Satz: «Mein Computer war weg und mein Sessel im Chefbüro von meinem Nachfolger besetzt. Von Mitte Juni bis Oktober 2013 hat man mir auch keinen neuen Arbeitsplatz in der Redaktion zur Verfügung gestellt.» Die Geschäftsleitung dementierte diese Medienberichte, Urs Buess seien sowohl Home Office als auch ein Büroplatz in der Redaktion ermöglicht worden.
Am 9. April 2014 machte OnlineReports die offizielle Trennung von TagesWoche und Urs Buess publik. Die TagesWoche selber begründete einen Tag später die Trennung mit einem «Strategiewechsel, der eine Intensivierung der digitalen Aktivitäten und eine stärkere dialogische Ausprägung der TagesWoche zum Ziel» gehabt habe, sowie mit «unüberbrückbaren Differenzen mit der Redaktions- und Geschäftsleitung».
Aus dem Führungswechsel ergab sich bereits im Herbst 2013, also noch vor dem «Auflagendeal», eine Redaktionskrise:

«Wir wissen nicht, wohin unser Unternehmen steuert. […] Anscheinend besteht der partizipative Charakter unseres Projekts nur in der Theorie – oder er ist nur einer gewissen Gruppe vorbehalten.»

Die Redaktionskrise entstand vor dem Hintergrund von Spontankündigungen vom 25. September 2013 gegenüber gestandenen Journalisten, mangelndem Vertrauen in den neuen Chefredaktor Dani Winter sowie den intransparenten Verflechtungen zwischen Tobias Faust (Geschäftsführer der TagesWoche), Georg Hasler (Leiter der Stiftung Levedo) sowie der Mäzenin Beatrice Oeri, die alle anthroposophisch orientiert sind.

### Auflagendeal 2013/2014
Am 5. Februar 2014 deckte die lokale Fernsehstation Telebasel einen Deal zwischen der TagesWoche und dem Flughafen Basel-Mülhausen sowie dem Flughafen Zürich auf: 11'500 Exemplare (50,8 % der Gesamtauflage) wurden wöchentlich den beiden Flughäfen gegen Rechnung zugestellt, während die Flughäfen ihrerseits Rechnungen in gleicher Höhe für das Auflegen in den Flughafenräumlichkeiten ausstellten. Die Mehrheit dieser Exemplare entfielen dabei nicht etwa auf den nahen Flughafen Basel, sondern auf den weiter entfernt liegenden Flughafen Zürich, der für die lokal ausgerichteten Werbekunden der TagesWoche wenig sinnvoll ist. Zweck des Verfahrens war die Erhöhung der Auflage: die scheinbar hohe Auflage erlaubte höhere Insertionspreise. In der Folge der Enthüllungen begann die Basler Staatsanwaltschaft mit Ermittlungen gegen die TagesWoche.
Gemäss AG für Werbemedienforschung (WEMF) war das von der TagesWoche gewählte Verfahren nicht illegal. Auch andere Schweizer Zeitungen wählen dieses Verfahren. Aussergewöhnlich hoch war jedoch bei der TagesWoche der Anteil an der Gesamtauflage.

«Festhalten kann man allerdings, dass die ‹Tageswoche› die Grenzen des Reglements ausreizt, da etwa die Hälfte der beglaubigten verkauften Auflage faktisch gratis abgegeben wird.»

Unabhängig davon, ob tatsächlich illegales Verhalten vorliegt, erkennen viele im Auflagendeal einen Widerspruch zu den Leitlinien der TagesWoche:

«Die TagesWoche ist ehrlich und authentisch. Sie setzt auf grösstmögliche Transparenz.»

Eine ähnliche Diskrepanz zwischen Fakten und Aussagen der TagesWoche ergab sich im Zusammenhang mit der Relevanz der TagesWoche-Community im Internet. Während der Geschäftsführer Tobias Faust bei der TagesWoche-Community von «über 10'000 Leuten, die alle relativ aktiv sind» sprach, zeigten die TagesWoche-Statistiken, dass von den 10'200 registrierten Mitgliedern der Community 7200 (70 %) sich noch kein einziges Mal geäussert hatten (Stand Dezember 2013).
Die Staatsanwaltschaft Basel-Stadt leitete im Februar 2014 ein Strafverfahren wegen unlauteren Wettbewerbs und Betrugs ein. Im November 2014 wurde dieses Verfahren jedoch aufgrund fehlender Beweise und fehlenden Strafantrags eingestellt.
Sowohl gemäss der linksorientierten WOZ als auch der bürgerlichen Basler Zeitung hätte der Auflagendeal eigentlich zur sofortigen Entlassung von Faust führen sollen, doch wurde Faust durch Hasler gedeckt. Tatsächlich erfolgte die Kündigung dann im Juli 2015 (siehe Abschnitt Führungswechsel 2015):

«Nach dem Trubel um die Auflage der ‹TagesWoche› wollte der Verwaltungsrat der Neue Medien Basel AG personelle Konsequenzen ziehen. Tobias Faust wäre als Geschäftsführer davon betroffen gewesen. Hasler, langjähriger Freund Fausts, soll aber eine Freistellung verhindert haben.»

«Der verantwortliche Geschäftsführer Tobias Faust konnte sich, so sagen Kritiker, [nach dem Auflagendeal] nur dank seinen guten Beziehungen retten. Faust ist der Jugendfreund und Nachbar von Oeri-Intimus Georg Hasler, der als Mann im Hintergrund bei der TagesWoche galt. Mit der Umbesetzung des Verwaltungsrats vor einem halben Jahr hat sich hier offenbar der Wind gedreht.»

### Layoutwechsel 2014
Am 28. März 2014 wechselte die TagesWoche das gesamte Erscheinungsbild der Printausgabe: Papierformat, Layout, Papier, Schriftsatz. Leser und andere Medien reagierten brüskiert. Die TagesWoche selber entschuldigte sich für die Druckprobleme bei der ersten Ausgabe im neuen Format.

### Führungswechsel
Am 30. Juni 2015 stellte der Verwaltungsrat der TagesWoche-Herausgeberin Neue Medien Basel AG den Geschäftsführer Tobias Faust und den Redaktor Dani Winter überraschend frei. Nicht dokumentiert waren die Gründe für die Eile der Freistellung von Faust und Winter anstelle einer regulären Beendigung der Arbeitsverhältnisse, zumal diese Eile verbunden war mit der Vakanz der geplanten, neuen Position Redaktion/Geschäftsstelle zum Zeitpunkt der Massnahme. Die Leitung wurde interimistisch für drei Monate Remo Leupin, dem Co-Chefredaktor der ersten Stunde, übergeben, der Ende September 2015 die TagesWoche jedoch ebenfalls verliess. Von Oktober bis Ende 2015 hatte Andreas Schwald die Leitung inne.
Am 1. Januar 2016 begann Christian Degen als neuer Geschäftsführer und Chefredaktor bei der TagesWoche. Christian Degen verliess das Unternehmen per Februar 2017.
Im März 2017 übernahm Sibylle Schürch die Geschäftsleitung bei der TagesWoche. Die promovierte Juristin verantwortete alle geschäftlichen Aufgaben des Unternehmens. Seit diesem Zeitpunkt waren für die Inhalte Renato Beck und Gabriel Brönnimann als Redaktionsleitung zuständig.

### Einstellung
Am 5. November 2018 gab die Stiftung für Medienvielfalt bekannt, dass die TagesWoche eingestellt und die Neue Medien Basel AG liquidiert würden, da die für den Erhalt notwendige Steigerung der Einnahmen im „schwierigen journalistischen Umfeld“ nicht möglich gewesen sei. Die letzte Ausgabe erschien am 16. November 2018. Von der Einstellung betroffen waren 18 Personen bei der TagesWoche, insgesamt 30 Personen bei der AG. Die Stiftung kündigte an, eine neue Initiative mit jährlich 1 Million Franken zu unterstützen, damit bereits 2019 ein neues Medienprodukt für die Region Basel lanciert werden könne.